# Zimní stadion Olomouc
Zimní stadion Olomouc is een Tsjechisch multifunctioneel overdekt stadion in de Moravische stad Olomouc. Het stadion wordt vooral gebruikt voor ijshockeywedstrijden van de in de hoogste divisie uitkomende club HC Olomouc. De capaciteit van het stadion, dat gebouwd is in 1948, bedraagt 5.500. Op zo'n 300 meter van het stadion ligt het Andrův stadion.

## Trivia
- In 2009 "won" het Zimní stadion de enquête Ostuda města Olomouce (Schande van de stad Olomouc).[2]